# Neonemura barrosi
Neonemura barrosi is een steenvlieg uit de familie Notonemouridae. De wetenschappelijke naam van de soort is voor het eerst geldig gepubliceerd in 1919 door Navás.